# Ola Norén
Robert Ola Norén, född 11 augusti 1972 i Husie församling i dåvarande Malmöhus län, är en svensk komiker och radiopratare. Han ingick i redaktionen för Hej Domstol! i SR P3 2003–2006. Norén har även medverkat i programmen Så funkar det (2002–2003) och Holiday (2002) i SR P3. 
Hösten 2006 medverkade han i Robins i SVT2 som "världens arbetslösaste man". 2007 skrev han - tillsammans med sina forna Hej domstol!-kollegor Valdemar Westesson och Kalle Lind - humorserien Hej rymden! för SVT (10 avsnitt). Tillsammans med Sanna Persson Halapi spelade de också huvudrollerna som den dysfunktionella kvartetten som sköter FN:s tevesändningar till eventuella utomjordingar. 
Han var också en av redaktörerna i SVT:s satirsatsning Morgonsoffan 2008. 2009 medverkade han i Mia och Klara för SVT. 2010 medverkade han tillsammans med Josefin Johansson i den SVT-producerade miniserien SOS Ambulans.